# Kerry Zavagnin
Kerry Zavagnin (Plymouth, 2 de julho de 1974) é um ex-futebolista norte-americano que atuava como volante.

## Carreira
Depois de jogar em competições universitárias pelo time da Universidade da Carolina do Norte entre 1992 e 1995, Zavagnin iniciou a carreira profissional pelo Raleigh Flyers, que disputava a USISL, em 1996. Selecionado no draft pelo Colorado Rapids em 1997, optou em atuar pelo MetroStars  (atual New York Red Bulls). Pelo clube nova-iorquino, foram 39 jogos e nenhum gol marcado. Ainda em 1997, disputou 2 partidas pelo Long Island Rough Riders, por empréstimo.
Defendeu ainda o Lehigh Valley Steam em 1999 e, no ano seguinte, foi o trigésimo atleta selecionado no draft, assinando com o Kansas City Wizards, onde viveu sua melhor fase. Pelos Wizards, disputou 205 jogos e marcou 5 gols. Encerrou a carreira em 2008, aos 34 anos, e no ano seguinte virou auxiliar-técnico no renomeado Sporting Kansas City, onde permanece até hoje.

## Seleção
Zavagnin estreou na Seleção dos EUA em outubro de 2000, contra o México.
Apesar de sua boa fase no Kansas City Wizards, não foi lembrado por Bruce Arena para jogar as Copas de 2002 e 2006, ano em que disputou seu 21º e último jogo pelo selecionado. 

## Links
- Perfil de Kerry Zavagnin - US National Soccer Players Association